# Інія Трікунєне
Інія Трікунєне (лит. Inija Trinkūnienė; народилася 25 жовтня 1951, Кельме) — литовська етнологиня, соціологиня, фольклористка, психологиня; лідерка (криве, верховна жриця) литовської неоязичницької громади «Ромува» з 2014 року. Дружина засновника громади Йонаса Трінкунас і лідерка музичного фольк-гурту «Kūlgrinda».

## Біографія
Закінчила середню школу Кельме в 1969 році і філософський факультет Вільнюського університету, спеціальність «Психологія», у 1974 році. Працювала соціологом у Литовському інституті культурних досліджень (Інститут філософії та соціології Вільнюса). У 1990 році разом зі своїм чоловіком Йонасом Трінкунасом, головою релігійної язичницької громади «Ромува» в 1988—2014 роках, заснувала литовський ансамбль народної музики і хор «Kūlgrinda». Виховала чотирьох дітей: Рімгайле, Вітру, Угне, Індрі .
Протягом усієї своєї наукової кар'єри Трікунєне займалася дослідженнями в області поширення народної культури. Опублікувала понад 60 наукових статей, брала участь у різних наукових конференціях у Литві та за кордоном. У 2004—2013 роках — членкиня Ради із захисту народної культури при Сеймі Литовської Республіки. Після смерті чоловіка очолила громаду «Ромува», а також стала головою Європейського конгресу етнічних релігій. Після виходу на пенсію з 2016 року зайнялася виключно роботою в громаді. Почесний доктор Університету Дев Санскриту Вішвавідьялая (Харідвар, штат Уттаракханд, Індія).